# Agnès d'Évreux
 (juillet 2024).
Si vous disposez d'ouvrages ou d'articles de référence ou si vous connaissez des sites web de qualité traitant du thème abordé ici, merci de compléter l'article en donnant les références utiles à sa vérifiabilité et en les liant à la section « Notes et références ».
Agnès d'Évreux (ca. 1045 – ca. 1089) était fille de Richard, comte d'Évreux, et de Godehilde.
Avant de se marier à Richard, sa mère Godehilde avait épousé Roger Ier de Tosny, seigneur de Conches, et avait donné naissance à plusieurs enfants, dont Raoul II de Tosny.
Simon, seigneur de Montfort l'Amaury, veuf d'Isabelle de Broyes, avait demandé la main d'Agnès, mais le comte d'Évreux n'avait pas donné de suite favorable à la demande, pour des raisons que l'histoire n'a pas transmises. C'est alors que Raoul de Tosny décida d'enlever Agnès pour l'amener à Montfort. Simon et Agnès purent se marier, et, en remerciement, Raoul épousa Isabelle de Montfort, fille de Simon et de sa première épouse.
Agnès donna naissance à :
- Richard († 1092), seigneur de Montfort ;
- Simon II († 1101), seigneur de Montfort ;
- Bertrade de Montfort († 1117), mariée en 1089 à Foulque IV (1043-1109), comte d'Anjou, puis en 1092 à Philippe Ier († 1108), roi de France ;
- Amaury III († 1137), seigneur de Montfort et comte d'Évreux.

Simon meurt en 1087. Agnès était probablement morte à cette date, car la tutelle de sa fille Bertrade fut confiée à son frère Guillaume d'Évreux.